# Miradoux
Miradoux é uma comuna francesa na região administrativa da Occitânia, no departamento de Gers. Estende-se por uma área de 34.58 km², e possui 513 habitantes, segundo o censo de 2018, com uma densidade de 15 hab/km².